# Izerskie Garby
Die Izerskie Garby, auch Stóg (deutsch: Weißer Steinrücken oder Weiße Flins), sind ein 1084 m hoher Berg im schlesischen Teil des Isergebirges in Polen. Die Izerskie Garby sind einer der höchsten Berg des Isergebirges im Zentrum des Hohen Iserkamms in der Gemeinde Szklarska Poręba.

## Beschreibung
Der Gipfel ist fast vollständig mit Nadelwald bewachsen. Hier befindet sich auch Reste des Quarzbergwerks „Stanisław“, das bis 2001 in Betrieb war. Quarzsand wurde hier bereits an dem 13. Jahrhundert abgebaut. Von dessen Hängen eröffnet sich ein weites Panorama ins Isergebirgsvorland. Am Nordhang entspringt der Queis und der Kleine Zacken. Zwei Kilometer westlich des Gipfels verläuft die polnisch-tschechische Staatsgrenze. Über den Gipfel führt der Sudeten-Hauptwanderweg sowie zwei weitere markierte Wanderwege, der grüne vom Pass Rozdroże Izerskie nach Jakuszyce sowie der blaue vom Pass Rozdroże Izerskie auf den Pass Zimna Przełęcz.